# ليوبيشا رايكوفيتش
ليوبيشا رايكوفيتش (بالصربية: Љубиша Рајковић)‏ هو لاعب كرة قدم صربي في مركز الدفاع، ولد في 3 أكتوبر 1950 في Donja Trnava (Niš) ‏ في صربيا. شارك مع منتخب يوغوسلافيا لكرة القدم. أما مع النوادي، فقد لعب مع رادنيتشكي نيش ونادي باستيا.

## وصلات خارجية
- ليوبيشا رايكوفيتش على موقع قاعدة بيانات كرة القدم.إي يو (الإنجليزية)
- ليوبيشا رايكوفيتش على موقع ناشيونال فوتبول تيمز (الإنجليزية)
- ليوبيشا رايكوفيتش على موقع عالم كرة القدم.نت (الإنجليزية)